# Liste der Baudenkmale in Zepelin
In der Liste der Baudenkmale in Zepelin sind alle denkmalgeschützten Bauten der Gemeinde Zepelin (Mecklenburg-Vorpommern) und ihrer Ortsteile aufgelistet (Stand 10. Februar 2021).

## Baudenkmale nach Ortsteilen

### Zepelin
| ID   | Lage                   | Bezeichnung                                                                        | Beschreibung | Bild                                                                               |
| ---- | ---------------------- | ---------------------------------------------------------------------------------- | ------------ | ---------------------------------------------------------------------------------- |
| 0495 | Bergstraße (Karte)     | Kriegerdenkmal                                                                     |              |                                                                                    |
| 0496 | Hauptstraße (Karte)    | Windmühle                                                                          |              |                                                                                    |
| 0497 | Bergstraße 41 (Karte)  | Bauernhof mit Wohnhaus, Scheune und Stallspeicher                                  |              |                                                                                    |
| 0498 | Hauptstraße 47 (Karte) | Bauernhaus                                                                         |              |                                                                                    |
| 0499 | (Karte)                | Brücke über die Nebel, südlich von Eichhof                                         |              |                                                                                    |
| 0500 | (Karte)                | Gedenkstein für Graf Ferdinand v. Zepelin, im westlich vom Ort gelegenen Waldstück |              | Gedenkstein für Graf Ferdinand v. Zepelin, im westlich vom Ort gelegenen Waldstück |
| 0501 | (Karte)                | Kapelle                                                                            |              | Kapelle                                                                            |
| 0502 |                        | Wald Darnow, Sühnestein (Gedenkstein der Ermordung des Bürgermeisters von Harten)  |              |                                                                                    |

### Oettelin
| ID   | Lage                          | Bezeichnung                                                      | Beschreibung | Bild    |
| ---- | ----------------------------- | ---------------------------------------------------------------- | ------------ | ------- |
| 0387 | Friedhof                      | Kriegerdenkmal 1914/18                                           |              |         |
| 0386 | Hauptstraße                   | Feuerwehrhaus                                                    |              |         |
| 0388 | Hauptstraße 22 (Karte)        | ehem. Schule mit kleinem Wirtschaftsgebäude                      |              |         |
| 0389 | Hauptstraße 23/23a (Karte)    | Bauernhof mit Wohnhaus, Stallscheune und Stallspeicher           |              |         |
| 0390 | Hauptstraße 33 (Karte)        | Bauernhaus                                                       |              |         |
| 0391 | Hauptstraße 34 (Karte)        | Bauernhaus mit Scheune                                           |              |         |
| 0392 | Hauptstraße 55 (Karte)        | ehemaliger Forsthof mit Wohnhaus (mit Hintergebäude) und Scheune |              |         |
| 0393 | Schmiedestraße (Karte)        | Kapelle                                                          |              | Kapelle |
| 0394 | Schmiedestraße 38/38b (Karte) | Wohnhaus                                                         |              |         |

### Zepelin Ausbau
| ID | Lage       | Bezeichnung                                                                                       | Beschreibung | Bild |
| -- | ---------- | ------------------------------------------------------------------------------------------------- | ------------ | ---- |
|    | am Kanal   | Schleusenbrücke über den Kanal der Nebel, östlich von Eichhof                                     |              |      |
|    | am Kanal   | ehemaliges Schleusenwärterwohnhaus, bei Nebelkanalbrücke östlich von Eichhof, (Ausbau am Kanal 9) |              |      |
|    | am Kanal 5 | ehemaliges Schleusenwärterwohnhaus                                                                |              |      |
|    | am Kanal 5 | Schleusenbrücke über den Kanal der Nebel                                                          |              |      |
|    | am Kanal 6 | Bahnwärterhaus                                                                                    |              |      |
|    | am Kanal 8 | Wohnhaus                                                                                          |              |      |

## Quelle
Denkmalliste des Landkreises Rostock A ‐ Z (Stand: 10. Februar 2021; PDF, 497 KB). 
- Karte mit allen Koordinaten:
- OSM |
- WikiMap